# Maillot (Yonne)
Maillot település Franciaországban, Yonne megyében. Lakosainak száma 1271 fő (2022. január 1.). Maillot Malay-le-Grand, Rosoy és Sens községekkel határos.

## Népesség
A település népességének változása:
| Lakosok száma | 1038 | 1107 | 1176 | 1166 | 1175 | 1178 | 1206 | 1238 | 1271 |
|               | 2013 | 2015 | 2016 | 2017 | 2018 | 2019 | 2020 | 2021 | 2022 |